# Lipid Raft

Modell der lipid rafts. Legende: (A) Cytoplasma, (B) Extrazellularraum, (1) normale Zellmembran, (2) Lipid Raft, (3) Lipid-Raft-Membranprotein, (4) Membranprotein, (5) Kohlenhydratmodifikation des Glykoproteins (Glykosylierung), (6) per GPI-Anker verbundenes Glykoprotein, (7) Cholesterin, (8) Kohlenhydratmodifikation eines Glykolipids.

Lipid Rafts (zu deutsch ‚Lipidflöße‘) nennt man hypothetische spezielle Bereiche in Zellmembranen. Sie zeichnen sich durch einen relativ hohen Gehalt an Sphingomyelinen, Glycosphingolipiden und Cholesterin aus.

## Eigenschaften
Lipid Rafts ordnen sich als flüssigkristalline Phase in eigenen Bereichen der Zellmembran an. Sie sind an verschiedenen Prozessen beteiligt, z. B. Sortierung von Proteinen für die Zellmembran im Golgi-Apparat, Endocytose und Signaltransduktion. Sie werden zurzeit als dynamische geordnete Nanostrukturen aus Sterolen und Sphingolipiden mit bestimmten Membranproteinen definiert, die durch Lipid-Lipid-, Protein-Lipid- und Protein-Protein-Interaktionen verschmelzen können. Lipid rafts wurden aufgrund ihrer relativen Stabilität gegenüber einer Extraktion mit Tensiden auch als detergent-insoluble membranes, detergent-resistant membranes, glycosphingolipids-enriched membranes, detergent-insoluble glycolipid-rich membranes, und Triton-insoluble floating fraction bezeichnet. Proteine mit GPI-Anker reichern sich bevorzugt in lipid rafts an.
Obwohl das genaue Modell unbekannt ist, minimieren die lipid rafts die freie Energie zwischen den beiden Phasen – es bilden sich Domänen einer typischen Größe, die sich weder mischen, noch weiter fusionieren. Die lipid rafts bilden dabei eine geordnete Phase innerhalb der ungeordneten Phase der Phospholipide der restlichen Zellmembran. Gut beobachtbar ist die Entmischung zwischen der „Liquid Ordered Phase“ (geordnete Phase, L0) und der „Liquid Disordered Phase“ (ungeordnete Phase, Ld oder Lα). Möglicherweise bieten die lipid rafts aufgrund ihrer vergleichsweise höheren Dicke einen Sortiermechanismus für Membranproteine nach der Länge ihrer Transmembrandomäne.

## Analyse
Probleme bei der Darstellung von lipid rafts ist das Fehlen des thermodynamischen Gleichgewichts in der Zusammensetzung der Zellmembran, was die Untersuchung der Zusammensetzung erschwert. Zudem besitzen künstliche Membranen eine niedrigere Anzahl an Membranproteinen als natürliche.
Ihre Beobachtung ist aufgrund ihrer geringen Größe von 10–200 nm schwierig, weil sie nahe am Auflösungsvermögen klassischer Lichtmikroskope liegt. Jedoch bietet Fluoreszenzmikroskopie eine Möglichkeit, lipid rafts sichtbar zu machen. Benutzt werden z. B. Farbstoffe, die sich zwischen den Domänen einlagern wie Laurdan, Filipin oder kopfgelabelte Farbstoffe wie Texas Red, die sich aufgrund ihrer Größe bevorzugt in der ungeordneten Phase einlagern. Die B-Untereinheit des Choleratoxins bindet an das Gangliosid GM1 in lipid rafts. Durch eine Fluoreszenzmarkierung können Proteine markiert werden, die sich in lipid rafts anreichern, z. B. Lck-GFP. Cholesterol kann durch Filipin, Nystatin oder Amphotericin B gebunden werden. Durch Methyl-beta-Cyclodextrin kann der Zellmembran Cholesterol entzogen werden. Durch HMG-CoA-Reduktase-Hemmer kann die Biosynthese des Cholesterols gehemmt werden. Im Gegensatz zu den anderen Bereichen der Zellmembran sind lipid rafts in einer 1 % (m/V) Triton X-100-Lösung bei 4 °C unlöslich und können daher mit milden Tensiden isoliert werden.
Zur Analyse häufig verwendete Methoden sind z. B. die Fluoreszenzmikroskopie, die Fluoreszenzkorrelationsspektroskopie und Kreuzkorrelationsspectroskopie (FCS/FCCS) zur Messung der Mobilität, der Förster-Resonanzenergietransfer zur Messung der Nachbarschaft zweier Moleküle und die optische Pinzette zur Messung der Viskosität. Weiterhin wird die Rasterkraftmikroskopie, die Scanning Ion Conductance Microscopy (SICM) und die Dual Polarisation Interferometry, Kernspinresonanzspektroskopie sowie ELISA, Western Blot und FACS verwendet. Per FLIP oder FRAP kann die seitliche Mobilität verfolgt werden.

## Kritik am Lipid Raft-Konzept
Am Konzept der lipid rafts wurden verschiedene Punkte kritisiert. Obwohl lipid rafts im Fluoreszenzmikroskop in Modellmembranen beobachtet werden können, ist deren Nachweis in lebenden Zellen bisher nicht eindeutig gelungen. Über deren durchschnittliche Größe (1–1000 nm) und Lebensdauer herrscht bei Forschern bisher keine Einigkeit. Daher ist es unklar, in welcher Form lipid rafts existieren.

## Geschichte
Spezielle Bereiche einer Zellmembran (englisch membrane microdomain) wurden erstmals in den 1970er Jahren durch Stier und Sackmann sowie Klausner und Karnovsky postuliert. Die Arbeitsgruppe von Karnovsky konnte den ungleichmäßigen Aufbau der Zellmembran anhand der unterschiedlichen Fluoreszenzlebensdauer von 1,6-Diphenyl-1,3,5-hexatrien in der Zellmembran zeigen. 1988 stellten Kai Simons in Deutschland und Gerrit van Meer in den Niederlanden ein Konzept von Mikrodomänen in Lipidmembranen vor, in denen sich Cholesterin, Glycolipide und Sphingolipide anreichern. Sie nannten diese Domänen „Lipid Rafts“, da diese wie Flöße auf der zweidimensionalen Lipiddoppelschicht der Zellmembran im Fluid-Mosaik-Modell schwimmen.